# Discografia di Nicole Scherzinger
Questa è la discografia della cantante pop statunitense Nicole Scherzinger.
Il suo singolo di debutto, Don't Hold Your Breath e raggiunge la Top 20 delle maggiori classifiche musicali. Killer Love, il suo album di debutto, viene pubblicato il 18 marzo 2011. Debutta nelle classifiche raggiungendo la Top 10 Regno Unito e Irlanda. Nel 2010, a seguito della pubblicazione del secondo album delle Pussycat Dolls, Doll Domination, RedOne decide di produrre materiale per il suo album di debutto. Completato e pubblicato nel 2011 l'album è composto da canzoni eurodance up-tempo e ballate mid-tempo e down-tempo. Tra i quattordici brani che compongono l'album vi sono due collaborazioni: una con Enrique Iglesias e una con Sting.

## Album
| Anno | Dettagli                                                                                         | Posizioni massime | Posizioni massime | Posizioni massime | Posizioni massime | Posizioni massime | Posizioni massime | Posizioni massime | Posizioni massime | Posizioni massime        | Posizioni massime         |
| Anno | Dettagli                                                                                         | AUS               | FRA               | GER               | IRE               | NZ                | NLD               | UK                | US                | Vendite - Mondo: 500,000 | Certificazioni - BPI: Oro |
| ---- | ------------------------------------------------------------------------------------------------ | ----------------- | ----------------- | ----------------- | ----------------- | ----------------- | ----------------- | ----------------- | ----------------- | ------------------------ | ------------------------- |
| 2011 | Killer Love - Pubblicato: 18 marzo 2011 - Etichette: Interscope - Formati: CD, download digitale | 26                | 57                | 85                | 14                | 34                | 66                | 8                 | —                 | Vendite - Mondo: 500,000 | Certificazioni - BPI: Oro |
| 2014 | Big Fat Lie                                                                                      |                   | 108               |                   | 39                |                   |                   | 17                |                   |                          |                           |

## Singoli
| Anno | Singolo                      | Classifiche | Classifiche | Classifiche | Classifiche | Classifiche | Classifiche | Classifiche | Classifiche | Classifiche | Classifiche | Album              |
| Anno | Singolo                      | AUS         | CAN         | FRA         | GER         | IRE         | ITA         | NZ          | NLD         | UK          | US          | Album              |
| ---- | ---------------------------- | ----------- | ----------- | ----------- | ----------- | ----------- | ----------- | ----------- | ----------- | ----------- | ----------- | ------------------ |
| 2007 | Whatever U Like (feat. T.I.) | —           | 57          | —           | —           | —           | —           | —           | —           | —           | 104         | Her Name Is Nicole |
| 2007 | Baby Love (feat. will.i.am)  | 58          | —           | —           | 5           | 15          | 9           | —           | 27          | 14          | 108         | Her Name Is Nicole |
| 2007 | Puakenikeni                  | —           | —           | —           | —           | —           | —           | —           | —           | —           | —           | Her Name Is Nicole |
| 2010 | Poison                       | —           | —           | —           | —           | 7           | 57          | —           | —           | 3           | —           | Killer Love        |
| 2011 | Don't Hold Your Breath       | 17          | 70          | 45          | —           | 4           | —           | 21          | 15          | 1           | 86          | Killer Love        |
| 2011 | Right There (feat. 50 Cent)  | 8           | 44          | —           | 61          | 7           | —           | 7           | —           | 3           | 39          | Killer Love        |
| 2011 | Wet                          | 34          | —           | —           | —           | 10          | —           | —           | —           | 21          | —           | Killer Love        |
| 2011 | Try with Me                  | —           | —           | —           | —           | 29          | —           | —           | —           | 18          | —           | Killer Love        |
| 2014 | Your Love                    | -           | —           | 22          | 99          | 30          | —           | —           | —           | 6           | —           | Big Fat Lie        |

## Duetti
- You Are My Miracle - Con Vittorio Grigolo (2006)
- Scream - Con Timbaland & Keri Hilson (2007)
- Heartbeat - Con Enrique Iglesias (2010)
- Fino all'estasi - Con Eros Ramazzotti (2013)